# Mikkeli
Mikkeli [ˈmikːɛli] (svédül S:t Michel) város és önkormányzat Finnország Kelet-Finnország tartományában, a dél-savoniai régióban. A fővárostól, Helsinkitől 232 kilométerre található. A helyhatósági terület lakossága 2009 márciusában 48 702 fő volt, ebből nagyjából 34 000 fő élt a városban. A lakosság 97,7 százaléka finn anyanyelvű.

## Fekvése
A város a Saimaa-tórendszer Savilahti nevű öblének környékén épült. Környékén több kis tó is található. A város keleti felén lévő tavak a Vuoski-folyó vízrendszeréhez, a tőle nyugatra található tavak a Puula-tóhoz tartoznak, ami a Kymijoki-folyó vízrendszerének része.
A város 2001-es Anttolával való összeolvadása, továbbá Haukivouri 2007-es csatlakozása után Mikkeli közigazgatási területe 2127,21 km². Ebből adódik, hogy Mikkeli területe nagyobb, mint Londoné. A terület nagy része azonban falusi képet mutat, ennek megfelelően a népsűrűség alacsony, 28.5 fő/négyzetkilométer.
Mikkeli szomszédos területei északon Pieksämäki, északkeleten Juva, délkeleten Puumala, délen Ristiina, délnyugaton Hirvensalmi és északnyugat felől Kangasniemi.

## Története
Az első településnyomok Mikkeli területén a kőkorszakból származnak, de tartósan csak az érett középkorban települt be. A 13. században a mai Mikkeli területe a terjeszkedő Svédország és Novgorod határterülete között helyezkedett el. 1270 körül lett a székhelye egy novgorodi egyházközösségnek, ahol akkoriban emelték az első templomot, azonban ennek a maradványait nem találták meg a régészek. A novgorodi befolyás és az ortodox keresztény korszak az 1323-as nöteborgi békével ért véget, és ezután tartós svéd uralom kezdődött. Az ortodox egyházközösség ideje alatt jött létre Savilahti nagyközség (svédül Savolox), ami majdnem az egész Savonia tartományt magába foglalta. 16. században a mai Mikkeli helye Savilahti néven volt ismert, ezt a nevet ma már csak a városközpontot szegélyező Saimaa-tó öble jelzi.
A svéd uralom évtizedei alatt egy új fatemplom épült, aminek sekrestyefal-maradványai mai is láthatók. Ez a város és Savo tartomány legrégebbi megmaradt építménye, ami ma Mikkeli egyik jelképe. A város neve templom védőszentjétől, Mihály arkangyaltól származik. A Mikkeli nevet először 1604-ben említik okiratok.
1743-ban Lappeenrantánál a svédek elvesztették az oroszok ellen vívott háborút és távoztak a területről. A csata után egy évvel Mikkeli vásárjogot kapott. 1788-ban III. Gusztáv svéd király háborút indított Oroszország ellen, aminek egyik csatája 1789. június 13-án Mikkelitől pár kilométerre zajlott. A csatában a svédek és finnek sikeresen megvédték állásaikat az orosz túlerővel szemben. 19. században egész Finnország orosz uralom alá került, ez alatt alapította 1838-ban I. Miklós cár Mikkeli városát a korábbi egyházközségek helyén. Öt évvel később a tartomány központja Heinolából átkerült Mikkelibe.
1918-ban a finn polgárháború alatt a Fehér Gárda főhadiszállása Mikkeliben volt, a Seurahuone szállodában. A Mikkeli környéki terület a fehérek kezében volt, de az orosz hadsereg helyőrsége a vöröseket támogatta. A fő feladatuk a várostól 20 kilométerre délre levő mäntyharjui vasútállomás megvédése volt, amíg a fehérek megállítják az északról jövő vörösök előrenyomulását.
A téli háború és a folytatólagos háború alatt a finn hadsereg parancsnoksága Mikkeliben állomásozott, ahol a vezérkar egy középiskolában kapott helyet. Az iskola helyén ma a Főhadiszállás Múzeum (Päämajamuseo) őrzi a korabeli emléktárgyakat és fényképeket. Az ott tartózkodó parancsnokság miatt a szovjetek a várost összesen hatszor bombázták, de a ritkás beépítettségnek köszönhetően a károkat hamar helyre tudták állítani. A bombázás utáni helyreállításoknál lehetőség nyílt a város átrendezésére, ennek köszönhető Mikkeli mai modern képe.
1997-ben a területi reform következtében Mikkeli az újonnan létrejött Kelet-Finnország tartomány központja lett. Egy következő reform eredményeként 2001-ben a városkörnyéki vidéki helyhatóságok és Anttola össze lettek vonva Mikkelivel. Haukivuori 2007. január 1-jén csatlakozott Mikkelihez.

## Kultúra és látnivalók

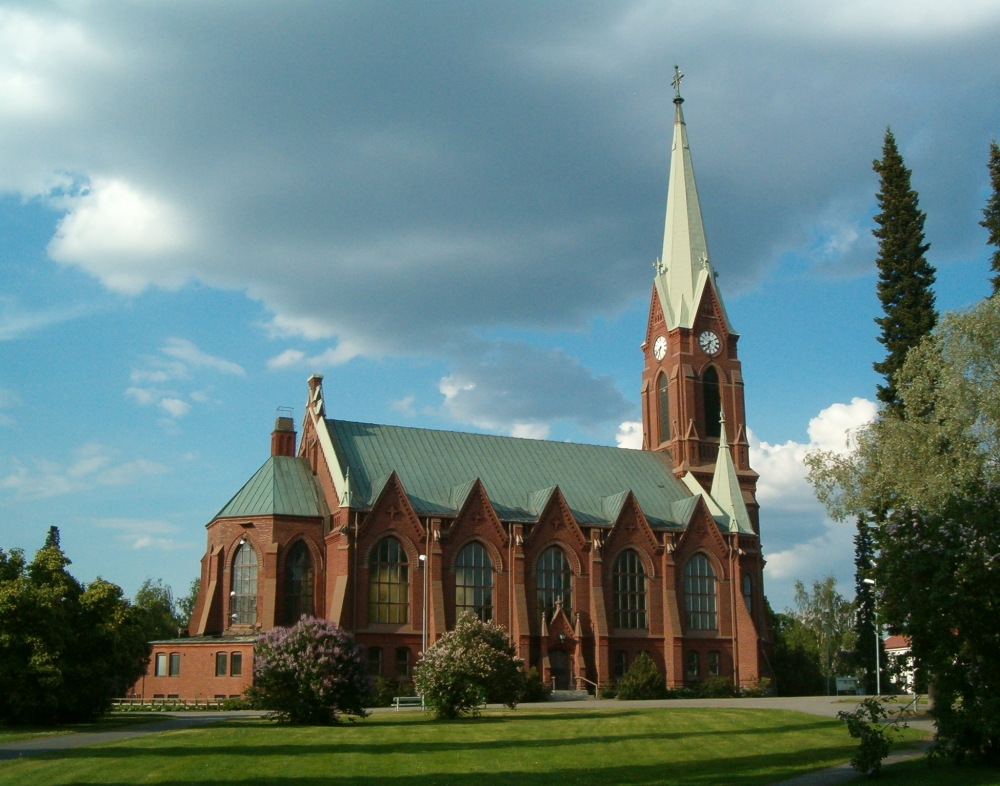
A neogótikus székesegyház

- A székesegyház 1896 és 1897 között épült a kor legjelentősebb templomépítője, Josef Stenbäck tervei alapján. A vörös téglából épült templom jó példája a finnországi letisztult neogótikus építészetnek. A nyugati oldalán 64 méter magas harangtorony áll, ami ma is a város legmagasabb építménye. A templom a város evangélikus-lutheránus közösségét szolgálta, ami az 1897-es templomszentelést követően önállósodott a tartományi közösségtől. Miután a világháború befejeztével Viipuri (ma Viborg) Oroszországhoz került, Mikkelibe helyezték át a püspöki székhelyet. 1945 óta a templom ad helyet a mikkelii püspökségnek, amihez egész Délkelet-Finnország tartozik.
- A háborús Mikkelit gyakran azonosítják Mannerheim marsallal, a finn hadsereg vezetőjével, Finnország későbbi elnökével. A parancsnoksága alatt használt személyi vasúti kocsija ma is a vasútállomáson áll. A nagyközönségnek csak évente egyszer nyitják meg, Mannerheim születésnapján, június 4-én, de az ablakán bárki benézhet. A vasúti kocsiban jött létre az Immola repülőtéren 1942-ben Mannerheim híres találkozója Hitlerrel, aminek bizalmas beszélgetését titokban rögzítették. A találkozón készült fotók a kocsiban láthatók.

## Gazdaság és infrastruktúra
A legtöbb Mikkeliben megtelepedett cég fanemesítéssel, textil- és fémfeldolgozással foglalkozó kis- és középvállalkozás. A város környékén több mint 25 000 nyaralóház (finnül Mökki) található, így jelentős bevétel származik a turizmusból is.

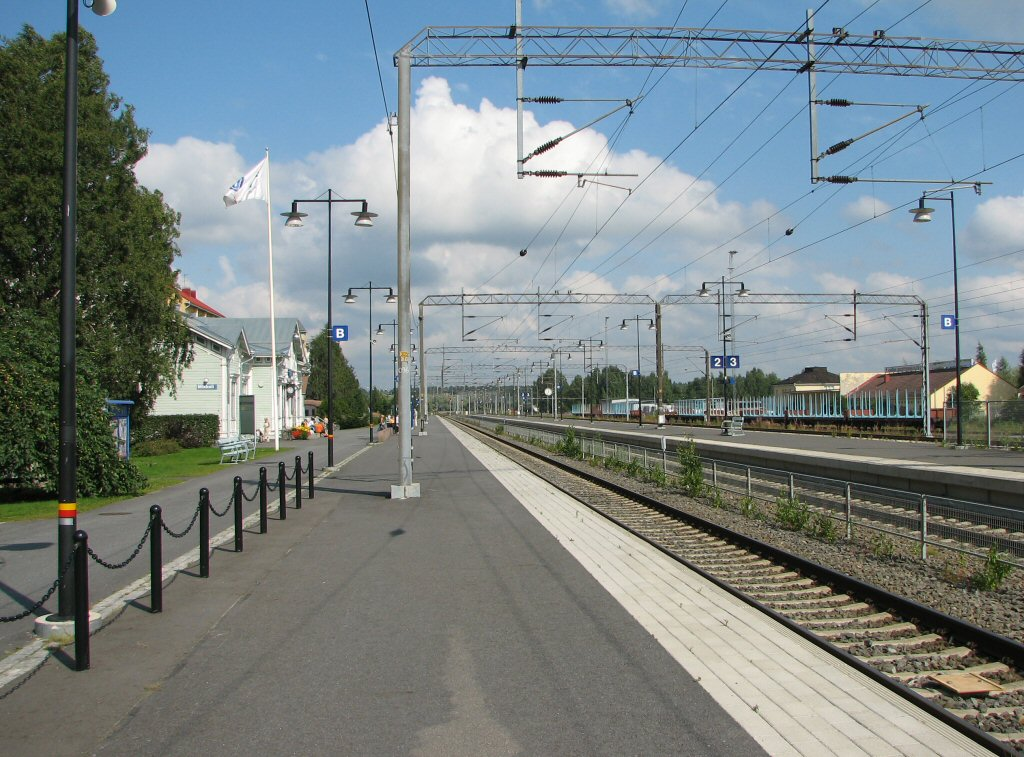
Mikkeli főpályaudvara

Mikkeli közlekedési szempontból előnyös helyen fekszik, a nagyobb főútvonalak kereszteződésében. Finnország egyik legfontosabb észak-déli összekötő útvonala, az 5-ös főút a város központjában keresztezi a Nuijamaa és Kokkola között futó 13-as főutat. A Kotkából jövő 15-ös főút a 13-as úttal egyesülve Mikkeliben ér véget.
Mikkelin halad keresztül a Kouvola–Iisalmi vasútvonal. A személyvonatok a város területén található mindkét pályaudvaron megállnak, a központban lévő főpályaudvaron és Haukivuori pályaudvarán is. A főpályaudvar 1888-ban épült neoreneszánsz stílusban.
Mikkeli reptere a városközponttól 3 kilométerre nyugatra található. 2005 október óta nem szolgál ki menetrend szerinti járatokat, csak sport és vitorlázó-repülőtérnek használják.

## Testvérvárosai
Mikkeli a következő településekkel áll testvérvárosi kapcsolatban:
- Borås, Svédország (1940)
- Molde, Norvégia (1947)
- Vejle, Dánia (1947)
- Békéscsaba, Magyarország (1981)
- Luga, Oroszország (1966)
- Kreis Ostholstein, Németország (2005)
- Anttola 2001-es beolvasztása óta Mikkeli ápolja a kapcsolatokat az észt Mõisaküla várossal.